# Hild János
Hild János  (Salesl (mostani nevén: Zálezly), 1760-as évek – Pest, 1811. március 11.) építőmester, Hild József építőmester apja, az egyik első ismert magyar várostervező.

## Életpályája

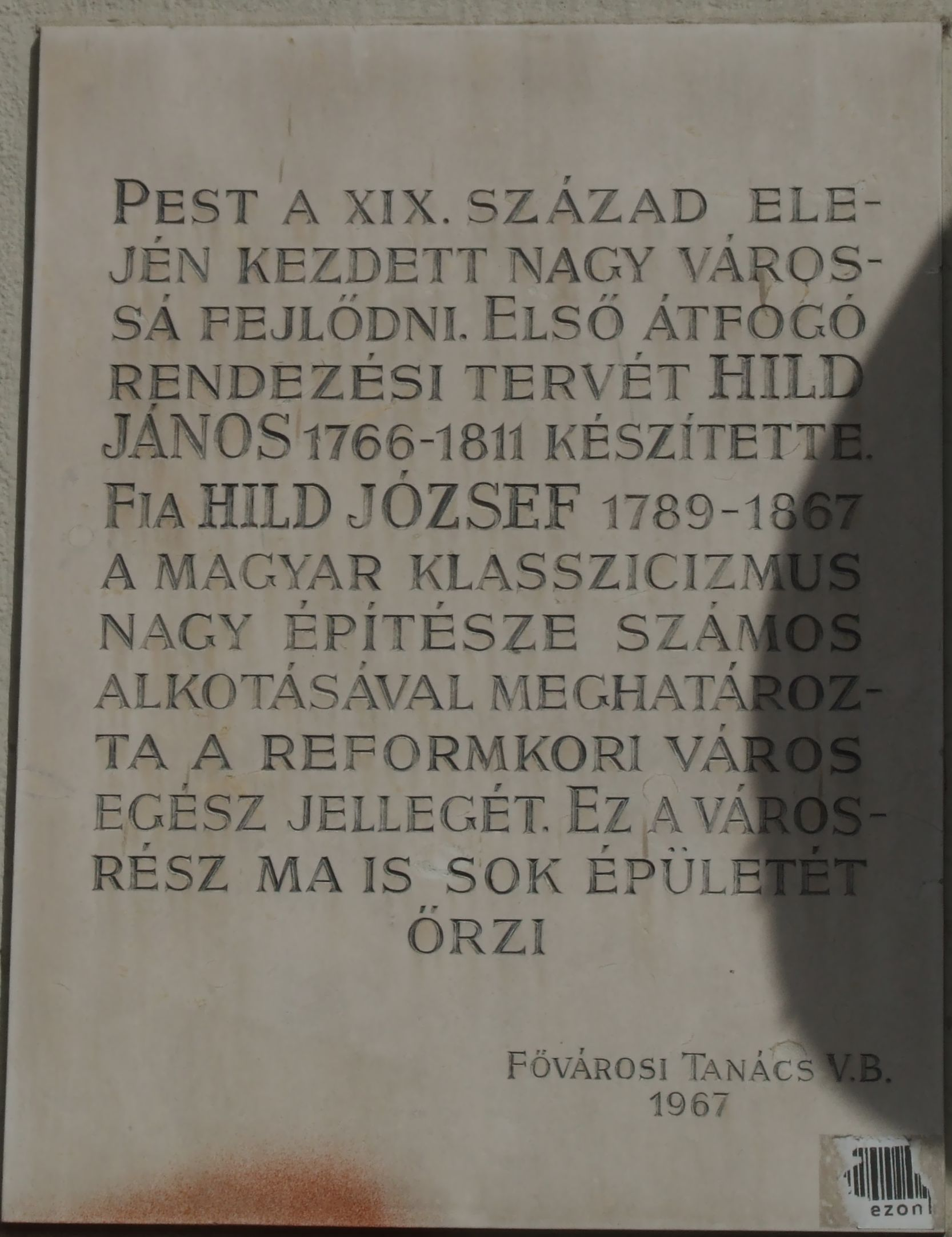
Hild János és Hild József emléktáblája

Születési évét tekintve eltérnek a források. Tanulmányait Bécsben folytatta, majd Itáliában járt tanulmányúton. Ezt követően a nagyszombati Invalidus-ház építésével kapcsolatban került Magyarországra. 1786-tól Pesten vezette a később lebontott Újépület munkálatait. József nádor megbízásából, nagyrészt az ő korábban megfogalmazott városfejlesztési elképzeléseit keretbe foglalva 1805-ben elkészítette Pest város szabályozási tervét, amely az első ismert magyar városrendezési tervnek tekinthető. 1807-től József nádor felkérésére részt vett a terv megvalósítását előmozdítani hivatott Szépítő Bizottság munkájában is. Ismert munkái közé tartozik még a világörökségi várományosi listán szereplő Mezőhegyesi Ménesbirtok épületegyüttesének több eleme, amelyek 1805-1807. között készültek el.

## Emlékezete
A Magyar Urbanisztikai Társaság róla nevezte el a Hild János-díjat, amely településeknek és magánszemélyeknek egyaránt adható.